# Municipio de Chisec
Municipio de Chisec är en kommun i Guatemala.   Den ligger i departementet Departamento de Alta Verapaz, i den centrala delen av landet, 130 km norr om huvudstaden Guatemala City.